# Tiebreak
Tiebreak (výslovnost: [tajbrejk]), neboli zkrácená hra, je hra na konci setu tenisového zápasu při rovnosti gemů, obvykle za stavu 6–6. Tento systém byl zaveden na počátku 70. let dvacátého století, aby se zkrátily vyrovnané zápasy. 

## Popis tiebreaku
V tiebreaku se každý míč počítá jako jeden bod. Hráč, který jako první dosáhl sedmi bodů a má navíc nejméně dvoubodový náskok vůči soupeři (7–5), získává tuto zkrácenou hru a tím i celý set v poměru 7–6. Je-li bodový rozdíl mezi oběma menší, tiebreak pokračuje do chvíle, než jeden z hráčů dosáhne dvoubodového rozdílu. 
Po stavu 6–6 na hry v setu podává jeden (první) bod hráč, na němž je řada, pak se servis hráčů střídá po každých dalších dvou bodech. Po každých šesti bodech dochází k výměně stran kurtu (6, 12, případně 18...). Hráč, který podával při prvním míči tiebreaku, je přijímajícím v následné první hře dalšího setu. 
Ne vždy se hraje na konci setu za stavu 6–6 na hry zkrácená hra. Pravidla jednotlivých soutěží upravuje soutěžní řád. V rámci grandslamu nebyl tiebreak stále zaveden pouze do dvouher French Open. Nejdelším zápasem, který obsahoval i nejdelší set v poměru her 70–68, bylo utkání 1. kola ve Wimbledonu 2010 mezi Mahutem a Isnerem.

## Historie
Americký tenista a funkcionář Jimmy Van Alen přišel v roce 1954 s myšlenkou tiebreaku hraného do devíti bodů, formou náhlé smrti při stavu míčů 8–8, kdy měli oba hráči setbol či mečbol. V témže roce založil předchůdkyni Mezinárodní tenisové síně slávy v rhodeislandském Newportu, kde se stal prezidentem místního klubu Newport Casino. Na jeho travnatých dvorcích byl tiebreak experimentálně vyzkoušen během turnaje v sezóně 1965. Na program hlavní soutěže otevřeného turnaje se poprvé dostal během únorového U.S. Pro Indoor Championships 1970 ve Filadelfii. Prvním tenistou, který vyhrál 500 tiebreaků, se stal Američan John Isner, když tuto hranici pokořil na Dallas Open 2023.

### Grand Slam

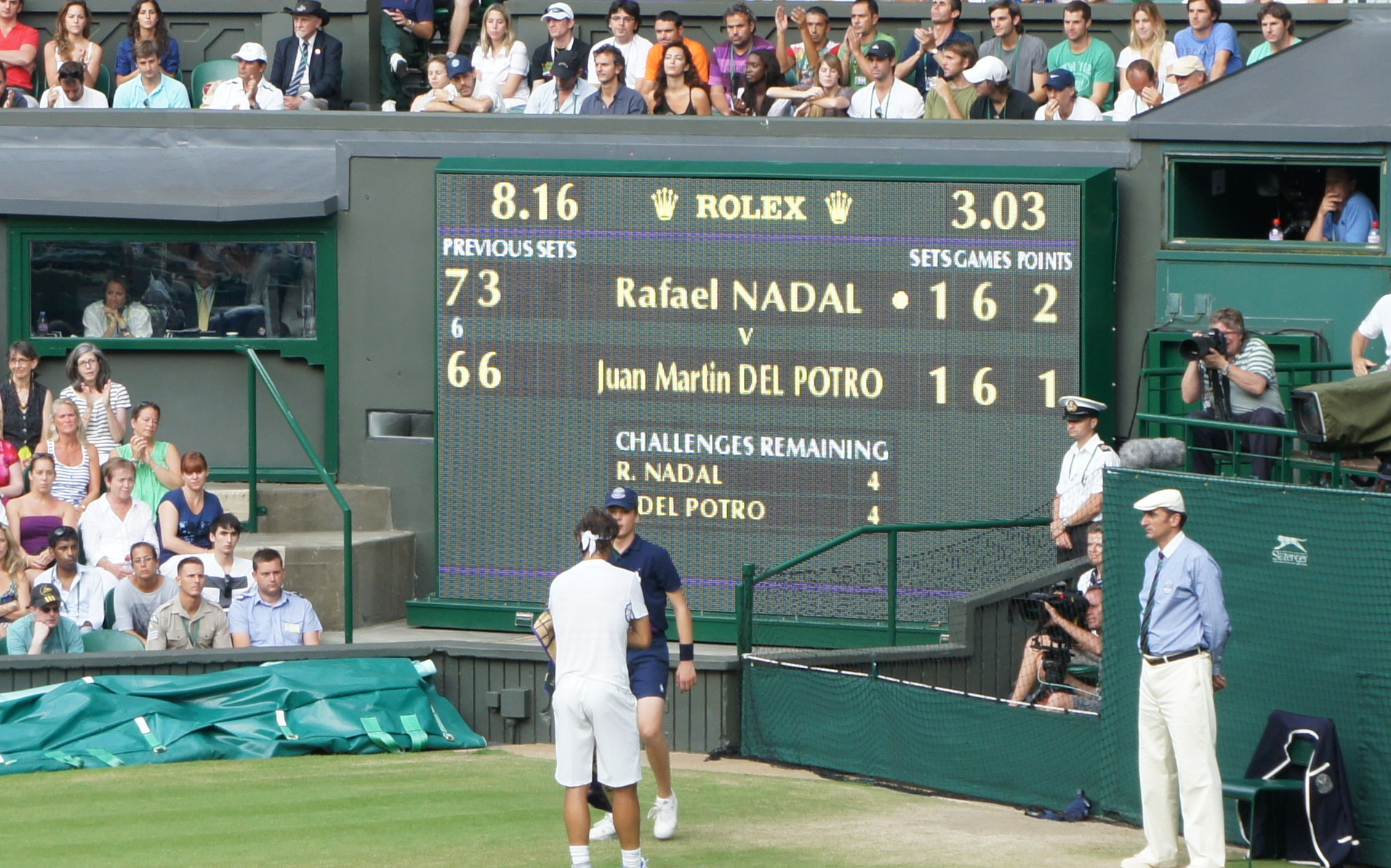
Podávající Rafael Nadal při vedení míčů 2:1 v tiebreaku třetí sady osmifinále Wimbledonu 2011 proti Juanu Martínu del Potrovi. Po vítězném tiebreaku získal Nadal i celý zápas poměrem 3–1 na sety.

Do grandslamu byl tiebreak zařazen na US Open 1970. V první hrací den, 2. září 1970, dospěl set do tiebreaku téměř v polovině ze 46 odehraných zápasů. Část hráčů podepsala protest adresovaný vedení newyorského grandslamu. Důvodem rozhodnutí Americké tenisové asociace bylo také zkrácení nadměrně dlouhých zápasů pro televizní diváky, po uzavření smlouvy na vysílací práva se stanicí CBS. Na US Open 1975 pak následovala modifikace tiebreaku na standardní verzi do sedmi bodů hranou do sezóny 2021.
V roce 1971 zavedl standardní tiebreak do 7 bodů Wimbledon, což znamenalo první změnu počítání bodů v jeho 93leté historii. Zkrácená hra následovala po stavu her 8–8, vyjma rozhodující sady, v níž se nehrála. Od roku 1979 pak londýnský grandslam zařadil tiebreak již za stavu gemů 6–6, opět vyjma rozhodujícího dějství. K další modifikaci došlo ve Wimbledonu 2019 po kritice dvou nejdelších londýnských semifinále v historii v roce 2018, trvajících celkem 12 hodin. V letech 2019–2021 se tak konala zkrácená hra do 7 bodů v rozhodujících sadách všech wimbledonských soutěží za stavu gemů 12–12.
Australian Open zařadilo tiebreak do 7 bodů v roce 1971. V závěrečné sadě o vítězích nadále rozhodoval rozdíl dvou gemů. Výjimkou se stalo období 1980–1982, kdy byla zkrácená hra uplatněna i v rozhodujících dějstvích dvouher. Australian Open 2019 bylo prvním grandslamem v historii, na němž se hrál supertiebreak v závěru rozhodujících setů všech soutěží. French Open zahrnulo zkrácenou hru poprvé v sezóně 1973.
První ženskou dvouhrou na grandslamu, v níž všechny sady rozhodl tiebreak, se stalo čtvrtfinále US Open 1985 mezi vítěznou Němkou Steffi Grafovou a Američankou Pam Shriverovou. Další takové zápasy byly odehrány na US Open 1991, US Open 2021 a ve Wimbledonu 2023.

#### Od 2022: Sjednocený formát tiebreaku rozhodující sady do 10 bodů
Náhradu třetí sady ve smíšené grandslamové soutěži za supertiebreak do 10 bodů poprvé uplatnilo Australian Open 2001. Přes kritiku diváků a bývalých tenistů přešly na stejný formát i další dva majory, premiérově US Open 2003 a French Open 2007, rovněž tak i Letní olympijské hry 2016. Pouze Wimbledon zachoval v rozhodujícím setu mixu standardní formát setu, v letech 2019–2021 s tiebreakem za stavu gemů 12–12.  
Od Roland Garros 2022 do Australian Open 2023 byl na grandslamech testován jednotný formát ukončení rozhodujících setů téměř všech soutěží dospělých, juniorů i vozíčkářů včetně kvalifikací. Za stavu her 6–6 v rozhodující sadě následuje tiebreak do 10 bodů, s minimálně dvoubodovým rozdílem. Mezinárodní tenisová federace jej následně implementovala do pravidel. Pouze juniorské, vozíčkářské a smíšené čtyřhry (vyjma Wimbledonu) se konají bez výhod a se zkrácenou hrou do 10 bodů namísto rozhodující sady. Wimbledonský mix si ponechal rozhodující set ve formě gemů.

#### Nejdelší tiebreaky
V ženské grandslamové dvouhře obsahoval nejdelší tiebreak 42 bodů, s výsledkem 22–20. Mužské maximum čítalo o čtyři výměny méně, s výsledkem 20–18.
Mezi ženami jej odehrály Ruska Anna Blinkovová a kazachstánská světová trojka Jelena Rybakinová ve formě závěrečného 10bodového supertiebreaku, ve třetím setu druhého kola Australian Open 2024. Ze zkrácené hry vyšla vítězně členka šesté desítky žebříčku Blinkovová, která v ní odvrátila šest a Rybakinová sedm mečbolů. Blinkovová proměnila až desátý mečbol. Rekordní tiebreak překonal o čtyři výměny zkrácenou hru Curenkové s Bogdanovou ve Wimbledonu 2023. Mezi muži dosáhli maxima Američan Andy Roddick s Francouzem Jo-Wilfriedem Tsongou v prvním setu úvodního kola Australian Open 2007. Tsonga jej vyhrál, ale po ztrátě dalších tří sad postoupil Roddick.

### Týmové soutěže
Davis Cup začlenil v roce 1989 tiebreak do všech setů, vyjma těch rozhodujících. V nich se zkrácená hra začala hrát od roku 2016. Olympijské hry tiebreak v rohodujícím dějství zavedly v Riu de Janeiru 2016 a Fed Cup se rozhodl k této změně přistoupit v roce 2019.

### Nejdelší tiebreaky
Nejdelší tiebreak byl odehrán v lednu 2013 na turnaji Futures s dotací 10 tisíc dolarů ve floridském Plantation. Benjamin Balleret vyhrál 70bodovou zkrácenou hru nad Guillaumem Couillardem poměrem míčů 36:34 a celý zápas 7–6 a 6–1 na sety. Přestože utkání nebyli přítomní žádní čároví ani hlavní rozhodčí, rekordní zápis uznaly obě řídící organizace mužského tenisu ITF a ATP.
Nejdelší 50bodový tiebreak ve čtyřhře byl odehrán v úvodním kole Wimbledonu 1985. Dán Michael Mortensen se Švédem Janem Gunnarsonem jej vyhráli ve čtvrtém setu nad australsko-paraguayským párem John Frawley a Víctor Pecci poměrem míčů 26:24. Celý zápas pak ovládli po setech 6–4, 6–4, 3–6 a 7–6.
V rámci zápasů na okruhu ATP Tour, založeného v roce 1990, byla nejdelší zkrácená hra odehrána na Dallas Open 2022. Tiebreak druhého setu semifinále vyhrál Reilly Opelka nad Johnem Isnerem v poměru 24:22. V jeho průběhu odvrátil deset setbolů a proměnil osmý mečbol. Oba Američané proti sobě odehráli 12. tiebreak v řadě, když navázali na předchozí duely z Australian Open 2019, New York Open 2019 a Atlanta Open 2019.

### Zajímavosti
- Vynálezce tiebreaku Jimmy Van Allen zemřel 3. července 1991 v Newportu. Dva dny poté prohrál obhájce titulu Stefan Edberg semifinále ve Wimbledonu 1991 s Michaelem Stichem po setech 6–4, 6–7(5–7), 6–7(5–7) a 6–7(2–7). V celém zápase přitom – na rozdíl od Sticha – neztratil ani jeden z dvaceti tří servírovacích gemů, při nichž soupeř uhrál jen 24 bodů. Porážku ve třech tiebreacích, která pro Švéda znamenala opuštění pozice světové jedničky, komentoval slovy: „Nikdy předtím se mi to nestalo, abych si v zápase udržel podání a přesto prohrál. Kdyby Van Allen nežil, ještě jsme s Michaelem mohli hrát druhý set [v narážce na neprolomené podání od druhé sady].“[27]
- Ve finále čtyřhry Croatia Open Umag 2022 odvrátili Italové Simone Bolelli a Fabio Fognini šest mečbolů v řadě, když po ztrátě první sady otočili v tiebreaku druhé poměr míčů 0:6. Šňůrou osmi vyhraných bodů ve zkrácené hře si proti Glasspoolovi s Heliövaarou vynutili supertiebreak, jejž ovládli. Celkově v utkání čelili osmi mečbolům.[28]

## Super tiebreak
Tradičně ve čtyřhře je hrán místo rozhodujícího setu často tzv. super tiebreak. Pokud je počet setů vyrovnán, pak namísto rozhodujícího setu následuje zkrácená hra, jejímž vítězem se stane ten, který jako první dosáhne deseti bodů. Své vítězství však musí stvrdit dvoubodovým rozdílem. Takže výsledný zápis má vzhled například:
Květa Peschkeová / Lisa Raymondová – Pcheng Šuaj / Jen C’ 2–6, 7–6, 10–4
Australian Open 2019 se stal prvním grandslamem v historii, na němž se hrál 10bodový supertiebreak v závěru rozhodujících setů všech soutěží, včetně dvouher.

## Tiebreak do 5bodů
Ve verzi tzv. Fast4 tenisu, tj. zrychleném formátu tenisových utkání o setech do čtyř gamů, je hrán tiebreak do 5 bodů. Hráč, který první dosáhne hranice 5 bodů bez nutnosti dvoubodového rozdílu, získává set.